# Zuhír Bahít
Zuhír Száíd Bahít-Bilál (arabul: زهير بخيت; Dubaj, 1967. július 13. – ) emirátusi válogatott labdarúgó.

## Pályafutása

### Klubcsapatban
1986 és 2004 között az Al-Wasl FC csapatában játszott, melynek színeiben három alkalommal nyerte meg az Egyesült Arab Emírségek bajnokságát. 

### A válogatottban
1988 és 2002 között 112 mérkőzésen szerepelt az Egyesült Arab Emírségek válogatottjában és 27 gólt szerzett. Részt vett az 1984-es, az 1988-as és az 1996-os Ázsia-kupán, illetve az 1990-es világbajnokságon, ahol a Kolumbia elleni mérkőzésen csereként lépett pályára. Az NSZK és a Jugoszlávia elleni csoportmérkőzéseken nem kapott lehetőséget.

## Sikerei, díjai
Al-Wasl FC
- Egyesült arab emírségekbeli bajnok (3): 1988, 1992, 1997

## Kapcsolódó
- Legalább százszoros válogatott labdarúgók listája